# Los Barros
Los Barros är en ort i Mexiko.   Den ligger i kommunen Mezquital och delstaten Durango, i den centrala delen av landet, 700 km nordväst om huvudstaden Mexico City. Los Barros ligger 1 170 meter över havet och antalet invånare är 155.
Terrängen runt Los Barros är kuperad västerut, men österut är den bergig. Terrängen runt Los Barros sluttar söderut. Runt Los Barros är det mycket glesbefolkat, med 3 invånare per kvadratkilometer. Närmaste större samhälle är Huazamota, 11,5 km söder om Los Barros. I omgivningarna runt Los Barros växer huvudsakligen savannskog.